# Феодосійський морський торговельний порт

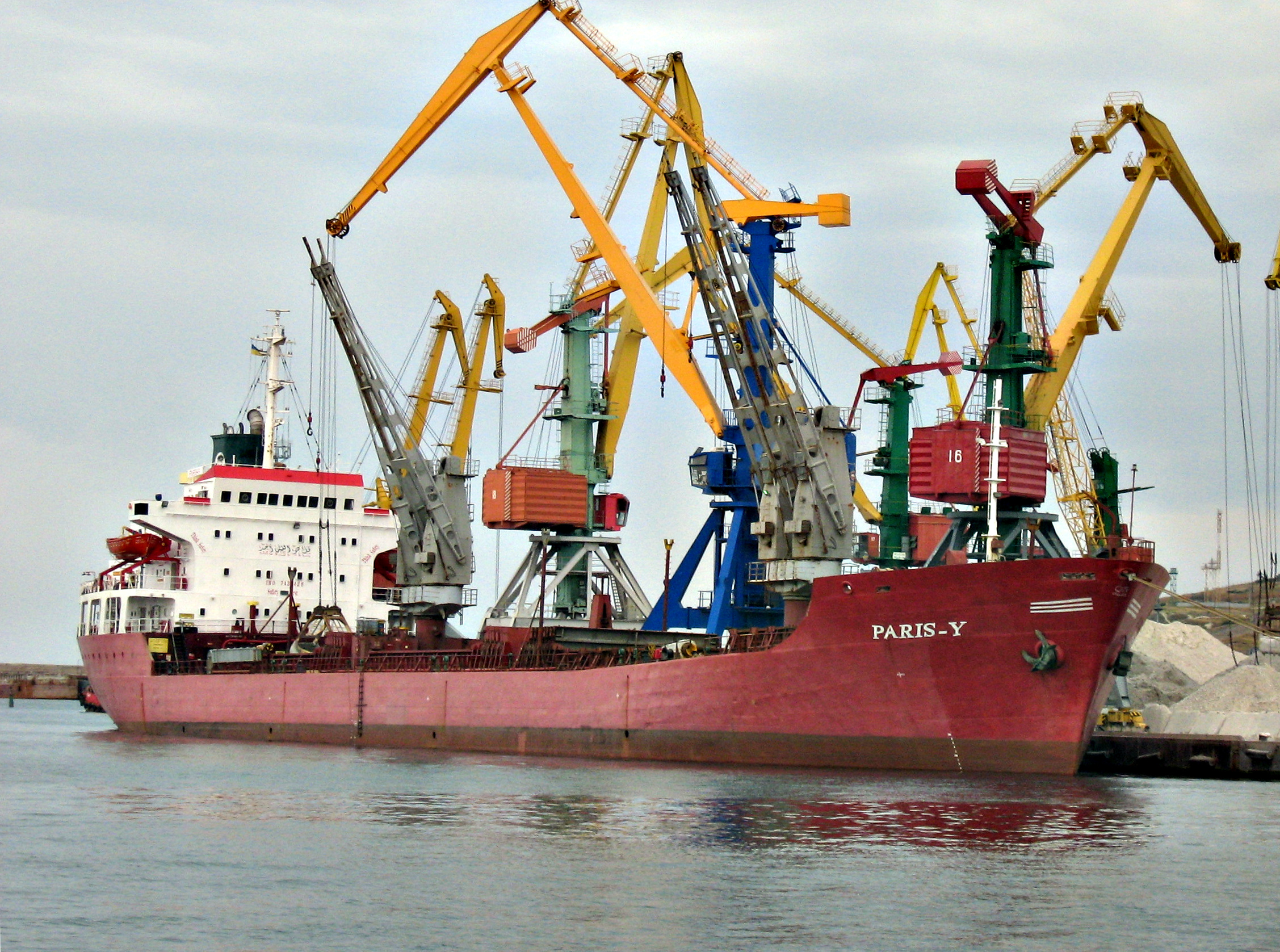
Феодосійський морський порт

Держа́вне підприє́мство «Феодосі́йський морськи́й торгове́льний порт» — морський порт у місті Феодосія, розташований біля південного берега Феодосійської бухти, в західній частині затоки на північний захід від мису Феодосія. Його споруджено в 1892-1895 роках під керівництвом російського інженера Олександра Бертьє-Делагарда.
Порт приймає суховантажні, нафтоналивні та пасажирські судна. Зараз він може переробляти до 40 найменувань різних вантажів, добре механізований, має розгалужену мережу залізничних колій. З 1992 року відкритий для прийому іноземних суден.
Територія порту становить 13,44 га. У порту — два вантажних райони. Один призначений для перевантаження сухих вантажів, інший — нафти та нафтопродуктів. Проектна потужність порту — 6,5 мільйонів тонн на рік.
У зв'язку з окупацією Криму Росією порт потрапив під санкції США з 10 серпня 2015.